# Elefantenrennen

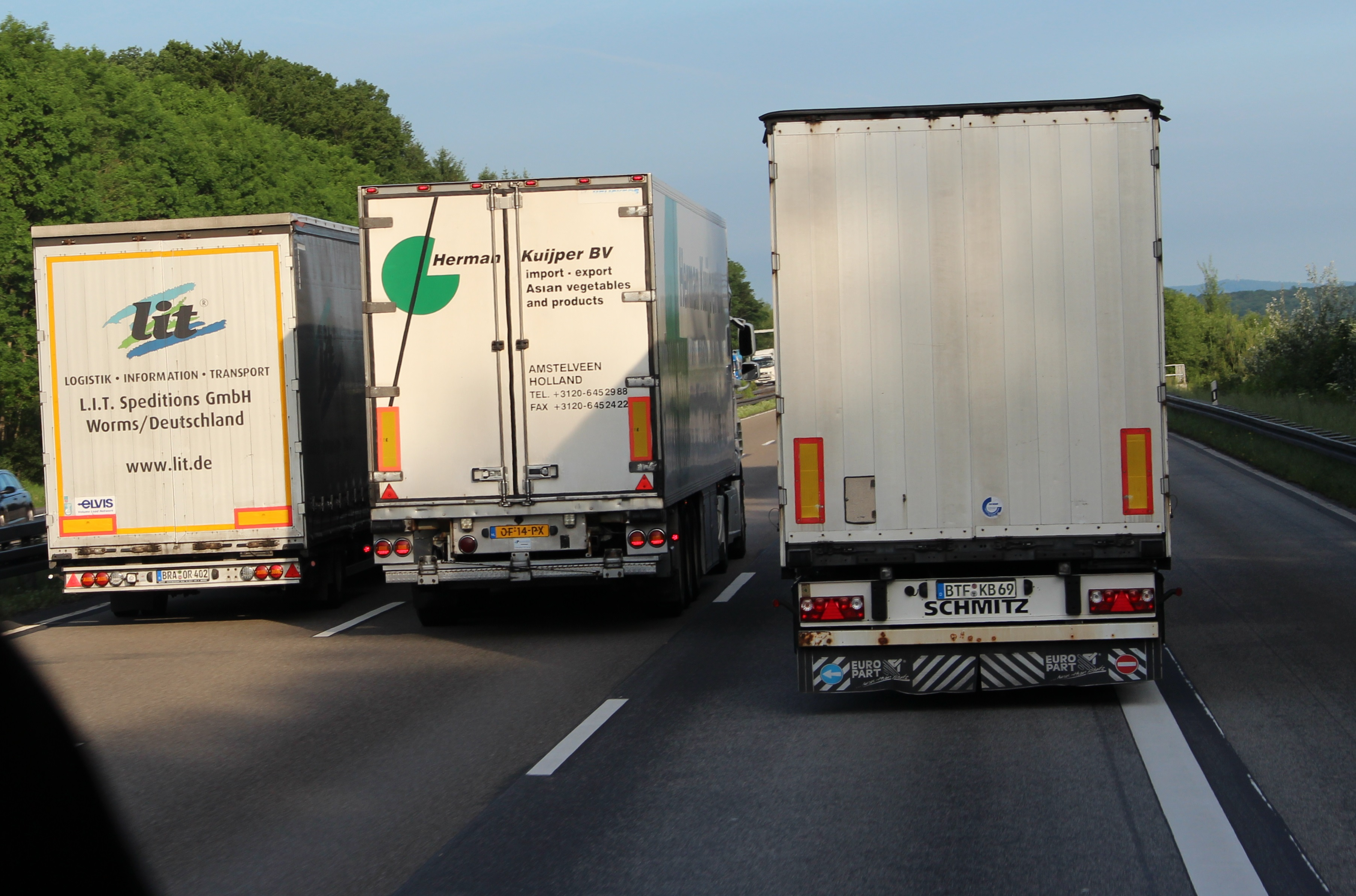
Elefantenrennen mit drei Lkw auf der A 3 in Deutschland

Elefantenrennen ist eine umgangssprachliche Bezeichnung für eine Situation, in der ein LKW einen anderen auf einer Straße mit mehreren Fahrstreifen (meist einer Autobahn) mit geringem Geschwindigkeitsunterschied überholt.

## Quantitative Betrachtung
Der Überholvorgang dauert meist mehrere Minuten, aufgrund des geringen Geschwindigkeitsunterschieds zwischen den Beteiligten, vorgegeben durch das gesetzliche Tempolimit von 80 km/h + 6 km/h Toleranz und durch die auf 90 km/h justierten Geschwindigkeitsbegrenzer im LKW. Selbst bei grober Unterschreitung der jeweiligen gesetzlich vorgeschriebenen Sicherheitsabstände von 50 m bei über 50 km/h für LKW darf unter 10 km/h Differenzgeschwindigkeit nicht überholt werden. Eine Differenzgeschwindigkeit von einem Meter pro Sekunde entspricht 3,6 km/h, so dauert also bei 4 km/h Unterschied ein Elefantenrennen mindestens eine halbe Minute, wenn sehr knapp aufgefahren wird und nach Abschluss des Überholvorgangs auch wieder sofort eingeschert wird.
Rechnet man das Ausscheren und Einscheren sowie den Abstand vor dem Überholvorgang mit ein, wird bei einer Geschwindigkeitsdifferenz von 2 km/h ein typisches Überholmanöver 3 Minuten dauern und sich über 4 Kilometer erstrecken. Teilweise scheitern solche Versuche und werden abgebrochen, insbesondere, wenn der erhöhte Luftwiderstand den geringen Geschwindigkeitsüberschuss aufzehrt oder sich die Steigung ändert.
Der erzielte Zeitvorteil ist sehr gering, selbst über einen Tag gerechnet. So benötigt man für eine Strecke von 500 km mit konstant genau 80 km/h 6 Stunden und 15 Minuten. Ist die Strecke dann wirklich durchgehend frei und wird mit permanent 82 km/h durchfahren, werden immer noch 6 Stunden und 6 Minuten benötigt, also nicht einmal 10 Minuten weniger. Diese 10 Minuten Zeitgewinn für einen LKW-Fahrer stehen im Gegensatz zu wesentlich höheren Zeitverlusten der sehr vielen PKW-Fahrer auf zweispurigen Autobahnen.

## Situation in einzelnen Ländern

### Deutschland
In der bundesdeutschen Straßenverkehrsordnung wird dieser Vorgang als „Überholen mit zu geringer Differenzgeschwindigkeit“ bezeichnet, stellt eine Ordnungswidrigkeit dar und wird – da nicht gestattet – mit 80 Euro Bußgeld sowie einem Punkt im Flensburger Fahreignungsregister geahndet.
Das Überholen mit zu geringer Differenzgeschwindigkeit wird seit April 2004 mit einem Bußgeld (verbunden mit Punkteintrag in Flensburg) geahndet, statt wie bisher nur mit einem Verwarnungsgeld. Diese Vorschrift richtet sich nach dem Wortlaut der Verordnung an alle Verkehrsteilnehmer.
Die Neuregelung im Bußgeldkatalog verzichtet darauf, eine Mindestdifferenzgeschwindigkeit festzulegen, verweist aber in der Begründung auf eine schon ältere Entscheidung des Oberlandesgerichts Frankfurt am Main, worin das Überholen eines mit 70 km/h fahrenden Lastzuges durch ein Fahrzeug, das nur 10 km/h schneller fährt, als unzulässig angesehen wurde.

#### Urteile
Das Oberlandesgericht Hamm urteilte im Jahr 2008 wie folgt: Dauert ein Überholvorgang mit einer Differenzgeschwindigkeit von weniger als 10 km/h (§ 5 Abs. 2 Satz 2 StVO) auf einer zweispurigen Autobahn mehr als 45 Sekunden, handelt es sich um ein ordnungswidriges Verkehrsmanöver, wenn dadurch der Verkehrsfluss unangemessen behindert wird. Im vorliegenden Fall hatte ein Sattelzug auf der A 1 über eine Strecke von ca. zwei Kilometern und einer Dauer von 80 Sekunden einen anderen LKW überholt. Das Elefantenrennen hatte nach den Feststellungen des Gerichts zu einer deutlichen Behinderung anderer Verkehrsteilnehmer geführt, so dass ein Bußgeld verhängt werden durfte.
Ein Transportunternehmer aus Kiel hatte gegen die LKW-Überholverbote auf der Autobahn A 7, der A 45 und der A 8 geklagt und ist vor dem Bundesverwaltungsgericht in Leipzig gescheitert. Die Richter entschieden den Großteil der LKW-Überholverbote für rechtmäßig. Der Transporteur hatte beklagt, dass die rechtlichen Voraussetzungen für LKW-Überholverbote mit einem Nachweis einer konkreten örtlichen Gefahr fehlten.

#### Weitere Maßnahmen
Das Bundesland Rheinland-Pfalz hatte eine Initiative für ein LKW-Überholverbot bei Eis, Schnee sowie bei starken Regenfällen auf Autobahnen in den Bundesrat eingebracht. Außerdem sind von den 12.200 Autobahnkilometern in Deutschland ca. 2.500 km staugefährdet. Deshalb soll es außerdem zeitliche und regionale LKW-Überholverbote zur Staubekämpfung geben.

### Österreich
Mit 1. Juni 2014 trat in Österreich durch eine Novelle der Straßenverkehrsordnung ein Fahrverbot für die dritte bzw. vierte Spur von Autobahnen und Schnellstraßen in Kraft. Aus einem Gutachten des Kuratoriums für Verkehrssicherheit geht hervor, dass Lkw überproportional oft in Unfälle mit Personenschäden verwickelt sind.
Von der Gesamtlänge des Autobahn- und Schnellstraßennetzes von 2178 km haben 700 km drei Spuren, 40 km vier Spuren.